# 亞麻花腺毛草
亞麻花腺毛草（學名：Byblis liniflora），一般直接稱作彩虹草，為腺毛草科家族的一年生食肉植物。本種發現於澳洲、印度尼西亞、以及巴布亞紐幾內亞。生長在充足日光的熱帶莽原雨季，而在乾季時開花、結果並死亡，是一年生的腺毛草。栽培時須留意幼苗易因淋雨死去，所以要改用底盆供水。

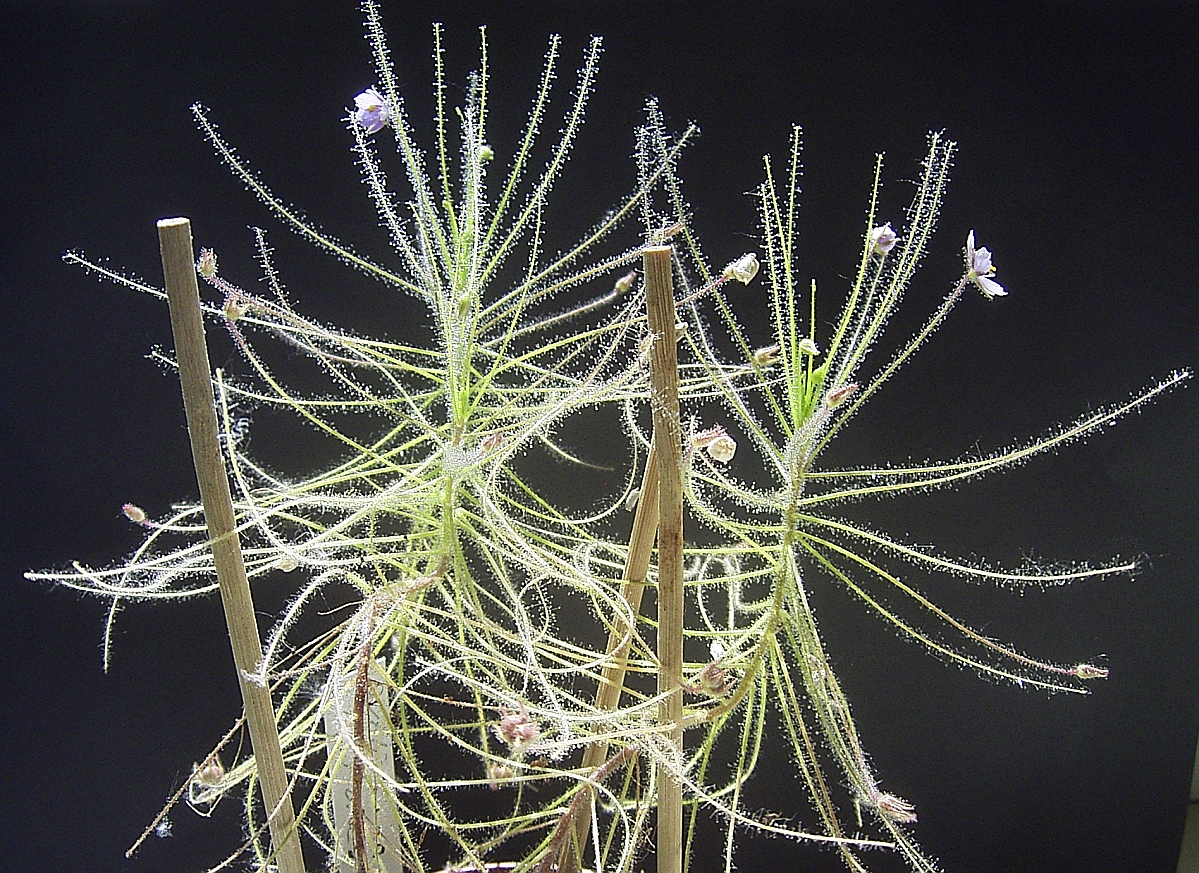
亞麻花腺毛草

## 外部連結
- （中文） 亞麻花腺毛草[永久]
- （中文） 過度茂盛而匍匐生長的亞麻花腺毛草[永久]
- （中文） 亞麻花腺毛草 （页面存档备份，存于）
- （中文） 亞麻花腺毛草 （页面存档备份，存于）
- （中文） [永久][永久][永久] 亞麻花腺毛草的相簿
- （英文） 西澳花卉資料庫的亞麻花腺毛草分佈[]